# 利民桥
31°32′04″N 120°20′15″E / 31.534521°N 120.33751°E
利民桥，是位于中华人民共和国江苏省无锡市梁溪区旺庄路的一座大桥，为跨京杭大运河支流古运河的桥梁。

## 特点
利民桥位于旺庄路上，全长67.88米，上部为拼装式连续钢架结构，下部为板柱式墩台，新建拓宽桥梁将桥面18米拓宽为25米，向西与运河东路连接。2003年3月10日开工，8月10日竣工，成本342.56万元。工程由无锡新区经济发展集团总公司负责建设，无锡市市政工程设计研究院设计、无锡市市政建设工程总公司施工，无锡市市政建设咨询监理公司监理。